# Damaliscus pygargus phillipsi
El blesbok (Damaliscus pygargus phillipsi) es una subespecie de mamífero artiodáctilo de la subfamilia Alcelaphinae. Es un antílope africano que se caracteriza al ser uno de los pocos, si no el único animal en presentar una coloración púrpura natural. Presenta, además, unas distintivas manchas blancas en su rostro. Su distribución está restringida a unas cuantas zonas protegidas en Sudáfrica.